# Ehud Olmert

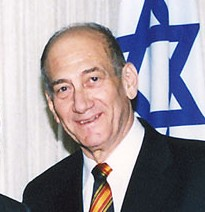
Prim-ministrul Israelului, Ehud Olmert

Ehud Olmert (אהוד אולמרט în ebraică, (n. 30 septembrie 1945 la Binyamina, în regiunea Sharon) este un politician israelian, de profesie  avocat. A fost prim ministru al Israelului din data de 16 aprilie 2006 și până la 31 martie 2009, ca lider al partidului de centru „Kadima” întemeiat de predecesorul sau, Ariel Sharon.
Ehud Olmert a fost în mai multe rânduri ministru în guvernele Israelului, precum și primar al Ierusalimului. În timpul cadenței sale ca prim ministru au avut loc Războiul din Liban din 2006 cu miliția partidului islamist șiit Hezbollah din Liban și Operația „Plumb turnat”, represalii la atacurile asupra localităților din Israel cu rachete trase de pe teritoriul Fâșia Gaza, aflată sub controlul guvernului mișcării islamiste palestiniene Hamas.
Ehud Olmert s-a născut în perimetrul cetățuii medievale Shuni de lângă Binyamina, într-o familie de agricultori evrei, Mordehai și Bella Olmert, membri ai mișcării naționaliste Betar. Părinții săi se numărau printre fondatorii așezării agricole. Când avea vârsta de 3 ani, familia s-a mutat în așezarea vecină, și ea legată de mișcarea  Betar, Nahlat Jabotinski, de lângă Binyamina. Mordehai Olmert s-a născut la Buguruslan în Rusia și a copilărit în orașul Harbin din China. Ajuns în Palestina, el a activat în Mișcarea Herut de sub conducerea lui Menahem Beghin și a fost deputat în Knesset.
Ehud Olmert a studiat dreptul, psihologia, și filozofia la Universitatea Ebraică din Ierusalim.
Și el membru al mișcării sioniste revizoniste și al partidului naționalist Herut, apoi al fracțiunii Centrul Liber (ulterior La'am) care a intrat în componența partidului conservator Likud, Ehud Olmert a fost deputat în Knesset începând din anul 1973, a fost membru al guvernului ca ministru fără portofoliu responsabil cu problemele minorităților, apoi ministru al sănătății. Timp de zece ani, în anii 1993 - 2003 a fost primar al capitalei, Ierusalim.
În 2003 a devenit ministru al comerțului și industriei, ulterior și al comunicațiilor, și vice prim-ministru, în guvernul condus de Ariel Sharon.
În 2005 l-a urmat pe Ariel Sharon în noul partid de centru înființat de acesta, Kadima (Înainte) și a devenit locțiitor al primului ministru și ministru de finanțe în locul lui Binyamin Netanyahu care a demisionat în semn de protest față de hotărârile lui Sharon cu privire la retragerea unilaterală a forțelor israeliene din Fâșia Gaza. La 4 ianuarie2006 i-a succedat lui Sharon de urgență ca premier interimar, de îndată ce acesta a intrat în stare de comă în urma unei masive hemoragii cerebrale. Din aprilie 2006 Olmert a devenit prim ministru plin și a funcționat în fruntea guvernului ales, apoi al celui interimar până în martie 2009.
În ultima perioadă, ca prim ministru interimar, după ce a fost nevoit să demisioneze din cauza unor anchete judiciare pentru suspiciuni de corupție la 21 septembrie 2008.
În iulie 2012 într unul din procese intentate împotriva sa Olmert a fost găsit culpabil de 
abuz în serviciu și achitat de celelalte capete de acuzare. A fost cel dintâi prim ministru israelian care a fost găsit vinovat de un delict penal. În martie 2014 a fost condamnat la o pedeapsă de 6 ani de detenție și 2 ani de închisoare cu suspendare și o amendă de un milion de shekeli de către un tribunal districtual pentru luare de mită și abuz în serviciu. 
La 29 decembrie 2015 Curtea Supremă a Israelului a acceptat recursul cerut de Olmert, și l-a achitat din îndoială rezonabilă de unul din delictele de luare de mită (de la Compania Zera) și i-a comutat pedeapsa la 18 luni închisoare. Un tribunal din Ierusalim l-a condamnat în plus și la o lună de închisoare pentru delictul de obstrucționare a justiției. Olmert a început ispășirea pedepsei în februarie 2016 în închisoarea Maasiyahu. 

### Contactele cu palestinienii și Conferința de la Annapolis
În timpul guvernului Olmert a  avut loc un anumit dezgheț al relațiilor dintre Israel și Autoritatea Palestiniană în Cisiordania, după 7 ani de Intifada. În august 2007 s-a semnat un acord de reluare a coordonării în domeniul securității dintre Israel și Autoritatea Palestiniană. În schimb, Olmert a acționat în direcția izolării regimului islamist Hamas în Fâșia Gaza, pe plan politic, economic și la novel international și intern.  
La [27 noiembrie]]2007 s-a întrunit Conferința de la Annapolis, în S.U.A, cu participarea Israelului, a Autorității Palestiniene și a Statelor Unite. Au participat încă 40 de state, inclusiv statea arabe precum Siria, și Arabia Saudită. Spre deosebire de Acordul de la Oslo și conferința de la Wey , și asemănător cu Conferința de la Madrid, conferinta de la Annapolis nu reprezenta finalul negocierilor ci o încercare de a le iniția. Obiectivul ei era de a repune în mișcare procesul de pace și amorsarea unor tratative  intensive  pentru obținerea unui acord  permanent   
Din partea Israelului în fruntea conferinței  au stat premierul Olmert și ministrul de externe Tzipi Livni
Ea s-a încheiat cu o declarație cu privire la deschiderea de negocieri și obligația părților de a respecta o  
foaie de parcurs Roadmap) aspirând spre finalizarea negocierilor până la sfârșitul anului 2008. Ca urmare a conferinței au început tratative desfășurate de facto între părti. Când tratativele au înaintat, partidul Israel Beitenu (Israel vatra noastră) a părăsit guvernul în semn de protest, iar coaliția guvernamentală a rămas numai cu 67 deputați.
Anul 2007 a fost anul cu cei mai puțini oameni ucisi în acte de teroare și ciocniri militare (inclusiv în sudul Libanului) începând din 1999. În total au fost ucisi 13 cetateni israelieni și a avut loc un act de teroare sinucigaș. În 2008 numărul celor morți a crescut la 36 civili și soldați.
În cursul negocierilor, premierul Olmert s-a întâlnit de 35 ori cu liderul palestinian Mahmud Abbas.
La 16 septembrie 2008 Olmert a propus liderului palestinian Mahmud Abbas o propunere de pace care depășea în concesii pe cea din anul 2000 a președintelui american Bill Clinton și care fusese acceptată de premierul israelian de atunci, Ehud Barak. Punctele principale ale acestei propuneri, așa cum au fost revelate  în presă, erau: 1/renunțarea de către Israel la 97% din teritoriul Cisiordaniei, schimburi de teritorii in asa fel încât aria controlată de Autoritatea Palestiniană să fie echivalentă cu teritoriile palestiniene controlate până în iunie 1967 de Iordania și de Egipt,2/ crearea unui coridor sigur, sub controlul Organizației pentru Eliberare a Palestinei, care să unească Fâșia Gaza cu Iudeea, 3/ Ierusalimul va fi împărțit în două capitale - una sub suveranitate israeliană și cealaltă sub suveranitatea OEP, 4/ Israelul va renunța la suveranitatea asupra Muntelui Templului, a Muntelui Măslinilor și a Orașului lui David, care vor fi administrate în comun de Arabia Saudită, Iordania, OEP, Statele Unite și Israel.5/ va fi permisa reașezarea în Israel a 5000 refugiați palestinieni având statut de refugiați vreme de 5 ani, pe baza personală-umanitară și nu pe baza așa numitului „Drept palestinian la reîntoarcere” sau a „întregirii familiilor”, 6/ obligația de a nu mai avea alte pretenții și de a încheia conflictul odată pentru întotdeauna, 
În septembrie 2008 palestinienii , însă, au întrerupt negocierile. Șeful echipei de negocieri din partea OEP, Saib Arikat a declarat că discrepanța dintre părți a rămas foarte mare. La 17 iulie 2019 intr-un articol in Washington Post, Ehud Olmert a scris:
„Până astăzi nu pot să înțeleg de ce conducerea palestiniană nu a acceptat
propunerea neobișnuit de generoasă și fără precedent pe care am avansat-o. Va fi util de cercetat care au fost cauzele care i-au determinat pe palestinieni să-mi respingă propunerea, și au preferat, în schimb, să o ia din loc, eschivându-se  de la decizii veritabile”
.
La 2 iulie 2017 după 16 luni de detenție, Olmert a fost eliberat ca urmare a scurtării ei cu o treime. Limitarea drepturilor de după deteמție a fost anulată de președintele Israelului, Reuven Rivlin
După eliberarea din închisoare, Olmert a publicat în martie 2018  cartea autobiografică „Beguf rishon” („La persoana întâi”). A revenit în lumea afacerilor ca mediator în afaceri cu armament.
În februarie 2020 el a participat la o conferință de presă în Statele Unite împreună cu președintele Autorității Palestiniene, Mahmud Abbas, în care a criticat „Planul secolului” propus de președintele S.U.A., Donald Trump și a chemat la reluarea tratativelor dintre Israel si Mahmud Abbas.